# Streptomycin

Streptomycin är ett bakterieinfektionshämmande medel, antibiotikum, som hämmar proteinsyntesen i prokaryota celler. Den ändrar formen på 30S-delen i den prokaryota cellens ribosomer så att mRNA inte kan läsas korrekt. Substansen utvinns ur bakterien Streptomyces griseus som använder det för att döda andra bakterier som konkurrerar om födan, dvs det är en bakteriocid.
Streptomycin hör till antibiotikagruppen aminoglykosider. Streptomycin är särskilt viktigt i behandlingen av tuberkulos, men har också god effekt mot flera andra sjukdomsalstrande bakterier.